# 자료 구조

해시 테이블로 알려진 자료 구조

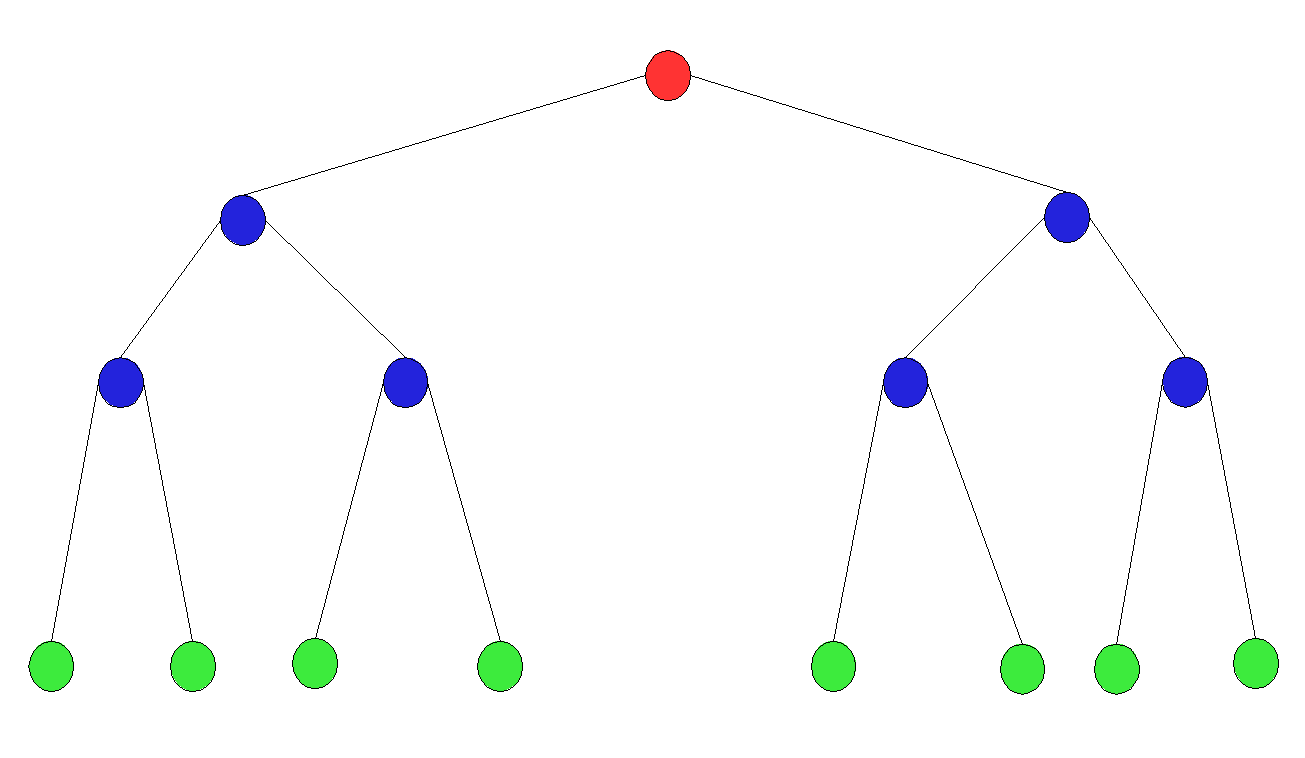
이진 트리의 예

자료구조(資料構造, 영어: data structure)는 컴퓨터 과학에서 효율적인 접근 및 수정을 가능케 하는 자료의 조직, 관리, 저장을 의미한다. 더 정확히 말해, 자료 구조는 데이터 값의 모임, 또 데이터 간의 관계, 그리고 데이터에 적용할 수 있는 함수나 명령을 의미한다. 신중히 선택한 자료구조는 보다 효율적인 알고리즘을 사용할 수 있게 한다. 이러한 자료구조의 선택문제는 대개 추상 자료형의 선택으로부터 시작하는 경우가 많다. 효과적으로 설계된 자료구조는 실행시간 혹은 메모리 용량과 같은 자원을 최소한으로 사용하면서 연산을 수행하도록 해준다.
자료구조에는 여러 종류가 있으며, 이러한 각각의 자료구조는 각자의 연산 및 목적에 맞추어져 있다. 예를 들어 B-트리는 데이터베이스에 효율적이며, 라우팅 테이블은 네트워크(인터넷, 인트라넷)에 일반적이다.
다양한 프로그램을 설계할 때, 어떠한 자료구조를 선택할지는 가장 우선적으로 고려되어야 한다. 이는 큰 시스템을 제작할 때 구현의 난이도나 최종 결과물의 성능이 자료구조에 크게 의존한다는 것을 많은 경험이 뒷받침하기 때문이다. 일단 자료구조가 선택되면 적용할 알고리즘은 상대적으로 명확해지기 마련이다. 때로는 반대 순서로 정해지기도 하는데, 이는 목표로 하는 연산이 특정한 알고리즘을 반드시 필요로 하며, 해당 알고리즘은 특정 자료구조에서 가장 나은 성능을 발휘할 때와 같은 경우이다. 어떠한 경우든, 적절한 자료구조의 선택은 필수적이다.
이러한 관점은 알고리즘보다 자료구조가 보다 중요한 요소로 적용되는 많은 정형화된 개발론 그리고 프로그래밍 언어의 개발을 촉발시켰다. 대부분의 언어는 일정 수준의 모듈개념을 가지고 있으며, 이는 자료구조가 검증된 구현은 감춘 채 인터페이스만을 이용하여 다양한 프로그램에서 사용되는 것을 가능하게 해준다. C++, 자바와 같은 객체지향 프로그래밍 언어는 특별히 이러한 목적으로 객체를 사용한다.
이러한 자료구조의 중요성으로 말미암아, 최근의 프로그래밍 언어 및 개발 환경은 다양한 표준 라이브러리를 제공하고 있다. 예로, C++의 표준 템플릿 라이브러리나 자바의 자바 API, 마이크로소프트 .NET과 같은 것들을 들 수 있다.
자료구조에서 가장 기초적인 단위는 행렬, 레코드, 유니온, 참조와 같은 것이다. 예를 들어, Nullable 참조는 참조와 유니온의 조합으로 나타낼 수 있으며, 가장 단순한 자료구조 가운데 하나인 연결 리스트는 레코드와 Nullable 참조로 나타낼 수 있다.

## 분류
자료의 특성과 크기, 주요 사용법과 수행하는 연산의 종류, 구현에 필요한 기억 공간 크기에 따라 여러 가지 종류의 자료구조 중 하나를 선택할 수 있다. 자료구조의 종류로는 자료형의 따라 분류하는 단순 구조와 자료 간 관계가 1 대 1인 선형 구조, 1 대 다 혹은 다 대 다 구조인 비선형 구조, 마지막으로 파일 구조가 있다.

### 구현에 따라
- 배열 - 가장 일반적인 구조이다. 메모리 상에 같은 타입의 자료가 연속적으로 저장된다. 자료값을 나타내는 가장 작은 단위가 자료를 다루는 단위이다.
- 튜플 - 둘 이상의 자료형을 묶음으로 다루는 구조이다.
- 연결 리스트 - 노드를 단위로 한다. 노드는 자료와 다음 노드를 가리키는 참조값으로 구성되어 있다. 노드가 다음 노드로 아무것도 가리키지 않으면 리스트의 끝이다.
- 원형 연결 리스트 - 각 노드는 다음 노드를 가리키고, 마지막 노드가 처음 노드를 가리키는 연결 리스트이다.
- 이중 연결 리스트 - 각 노드는 이전 노드와 다음 노드를 가리키는 참조값으로 구성된다. 처음 노드의 이전 노드와 마지막 노드의 다음 노드는 없다.
- 환형 이중 연결 리스트 - 처음 노드가 이전 노드로 마지막 노드를 가리키고, 마지막 노드가 다음 노드로 처음 노드를 가리키는 이중 연결 리스트이다.
- 해시 테이블 - 개체가 해시값에 따라 인덱싱된다.

### 형태에 따라
- 선형 구조

- 스택 - 스택 자료구조에 먼저 저장된 것이 꺼내어 쓸 때는 제일 나중에 나온다. 반대로, 가장 최근에 저장된 것이 꺼내어 쓸 때는 제일 먼저 나온다. 만약, 자료들의 나열 순서를 바꾸고 싶다면 스택에 집어 넣었다가 꺼내면 역순으로 바뀐다.
- 큐 - 스택과 반대로 큐 자료구조에 먼저 저장된 것이 제일 먼저 나온다. 반대로, 가장 나중에 저장된 것이 꺼내어 쓸 때는 가장 나중에 나온다.

- 환형 큐 - 한정된 길이 안에서 부수적인 작업 없이 읽고 쓰기를 할 수 있는 큐이다.

- 덱 - 양쪽에서 넣기와 빼기를 할 수 있는 일반화된 선형 구조이다.

- 비선형 구조

- 그래프 - 꼭짓점과 꼭짓점을 잇는 변으로 구성된다.

- 유향 그래프, 무향 그래프 - 변이 방향성을 갖는지 갖지 않는지에 따른 그래프의 분류이다.무향 그래프의 경우, 순환이 없는 연결 그래프를 뜻한다. 유향 그래프의 경우 변의 방향은 보통 부모를 가리키도록 구현된다.

- 트리 - 뿌리와, 뿌리 또는 다른 꼭짓점을 단 하나의 부모로 갖는 꼭짓점들로 이루어진 구조. 부모 자식 관계는 변으로 표현된다.

- 이진 트리 - 자식이 최대 두 개인 트리.
  - 힙 - 이진트리의 일종으로 이진트리에 어떤 특성을 부여한 것이라 할 수 있다.

## 같이 보기
- 데이터 모델